# Johannes Petter Lindegaard
Johannes Petter Lindegaard (2. října 1830, Svendborg – 10. ledna 1889, Christiania) byl dánský fotograf, který pracoval v Norsku. Od roku 1860 měl firmu v Christianii, nejprve na Kongens gate 12 a od roku 1879 na adrese Tollbugata 22. Byl ještě aktivní v bývalé obci Høland.

## Životopis
Před příchodem do Norska Lindegaard nejprve studoval stavební školu a malířství v Kodani, poté navštěvovala školu kreslení na stejném místě. Od roku 1851 bydlel asi 10 let v Austrálii a nejprve se živil jako tesař, poté jako fotograf.
Lindegaard vlastnil farmu Mellom-Nes v Askeru a v roce 1882 také koupil v aukci statek Stokke. Tady měl v plánu zřídit zotavovnu a sanatorium, ale brzy se tohoto plánu vzdal, protože v Billingstadu nebylo vybudováno vlakové nádraží. Rok před svou smrtí farmu prodal.
Mezi Lindegaardovy studenty patří Severin Worm-Petersen, který se naučil proces daguerrotypie, metodu, která se později přestala používat.

## Galerie

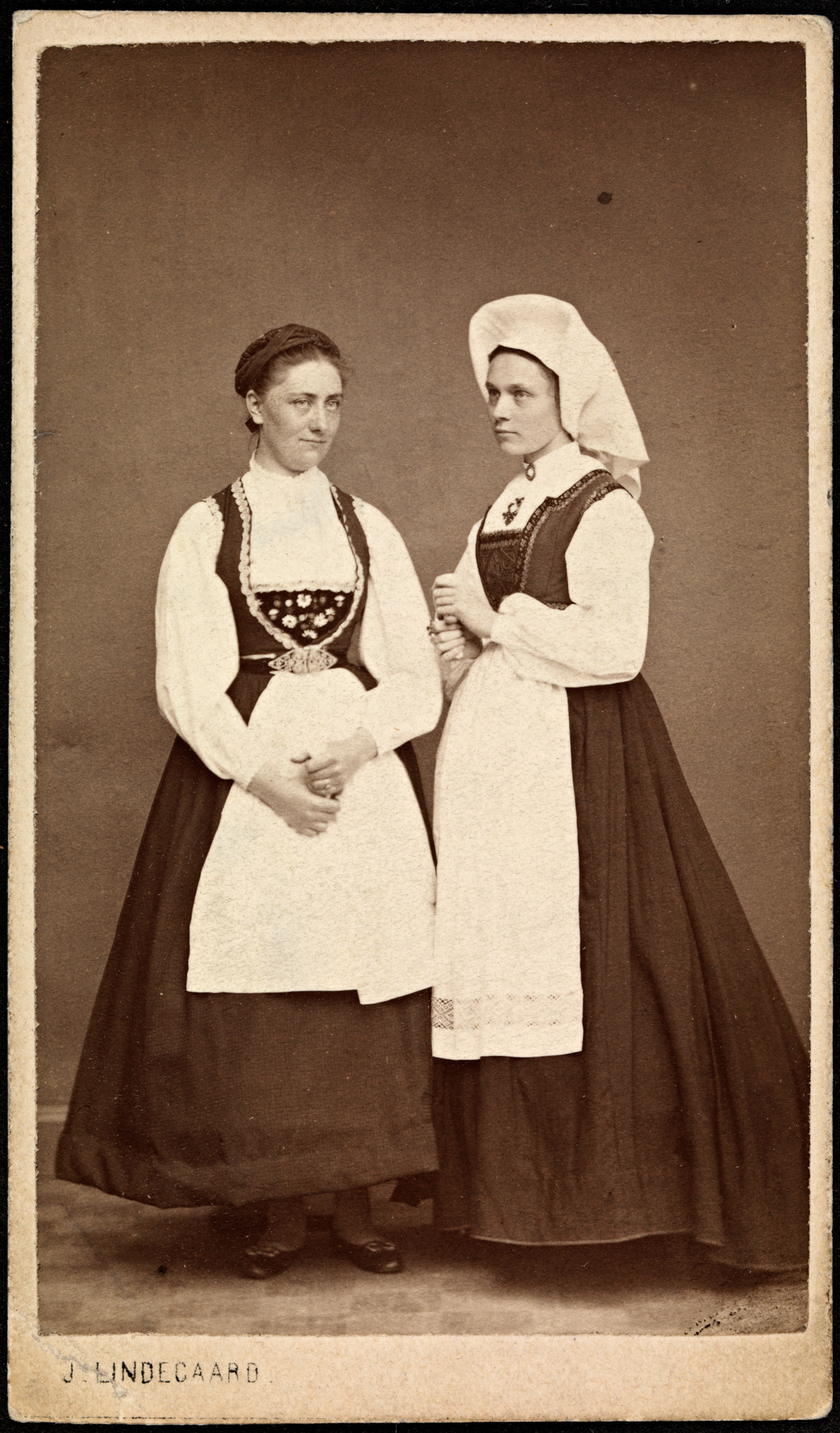
Gina Krog s neznámou ženou
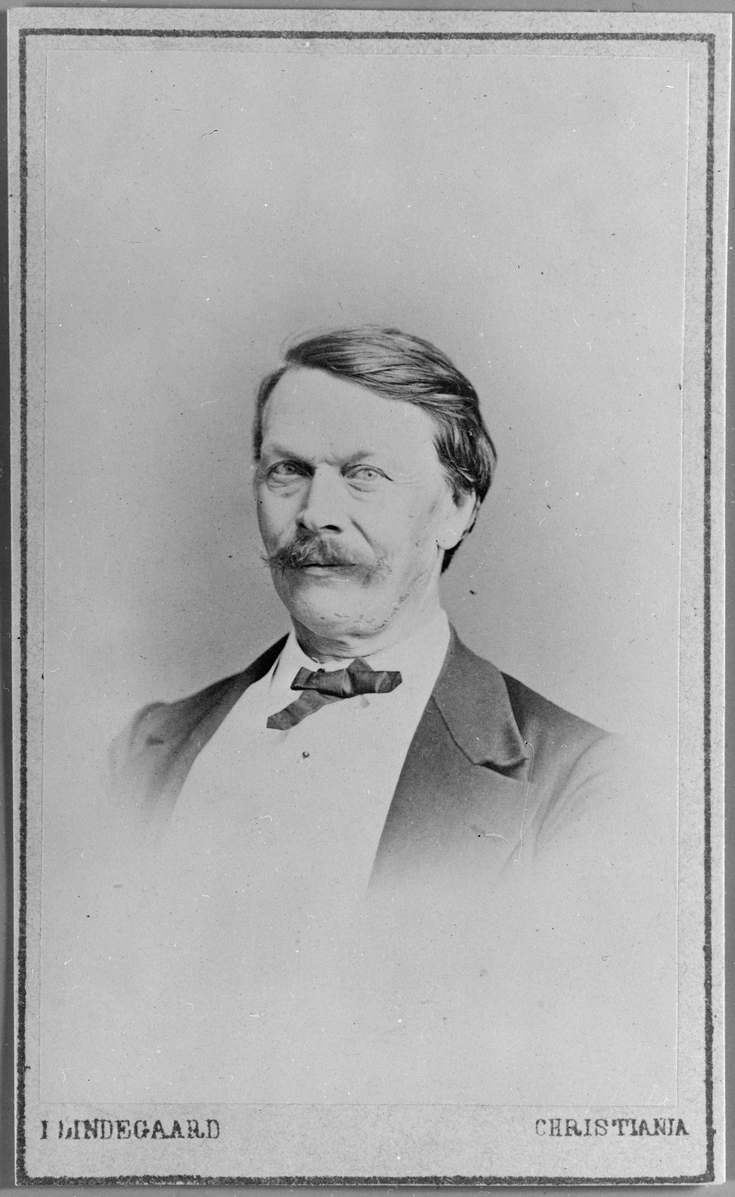
Johan Jacob Bennetter, asi 1865–1870
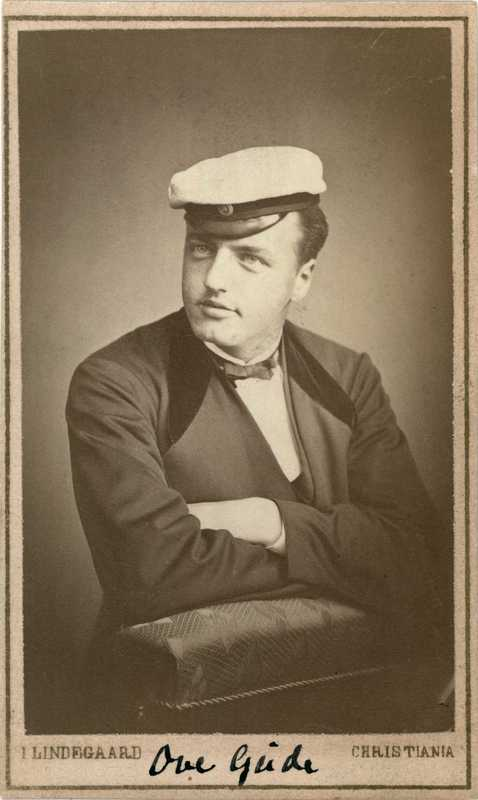
Ove Gude
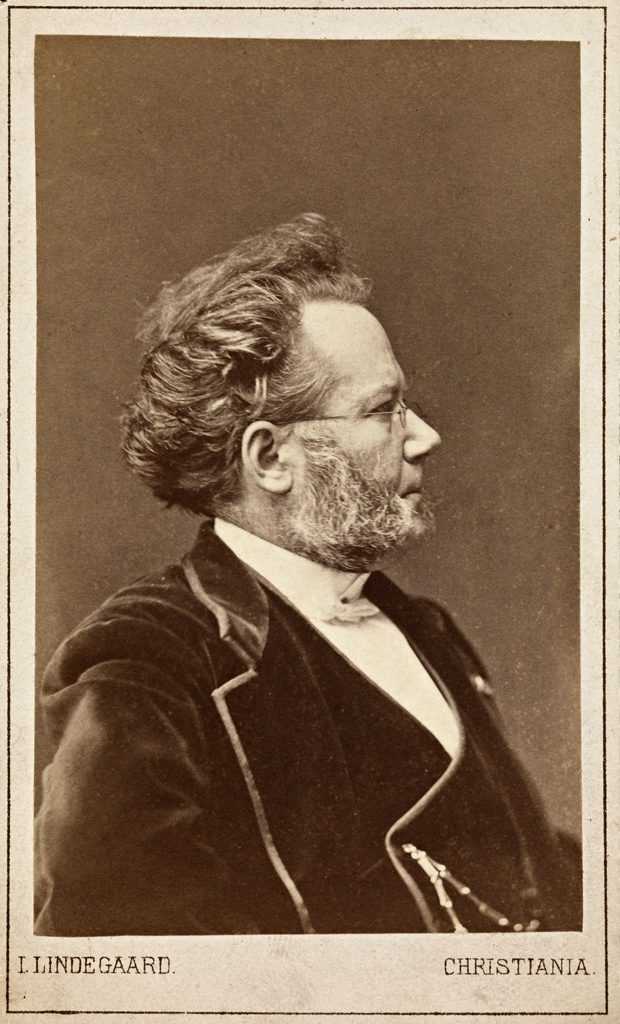
Henrik Ibsen, 1874
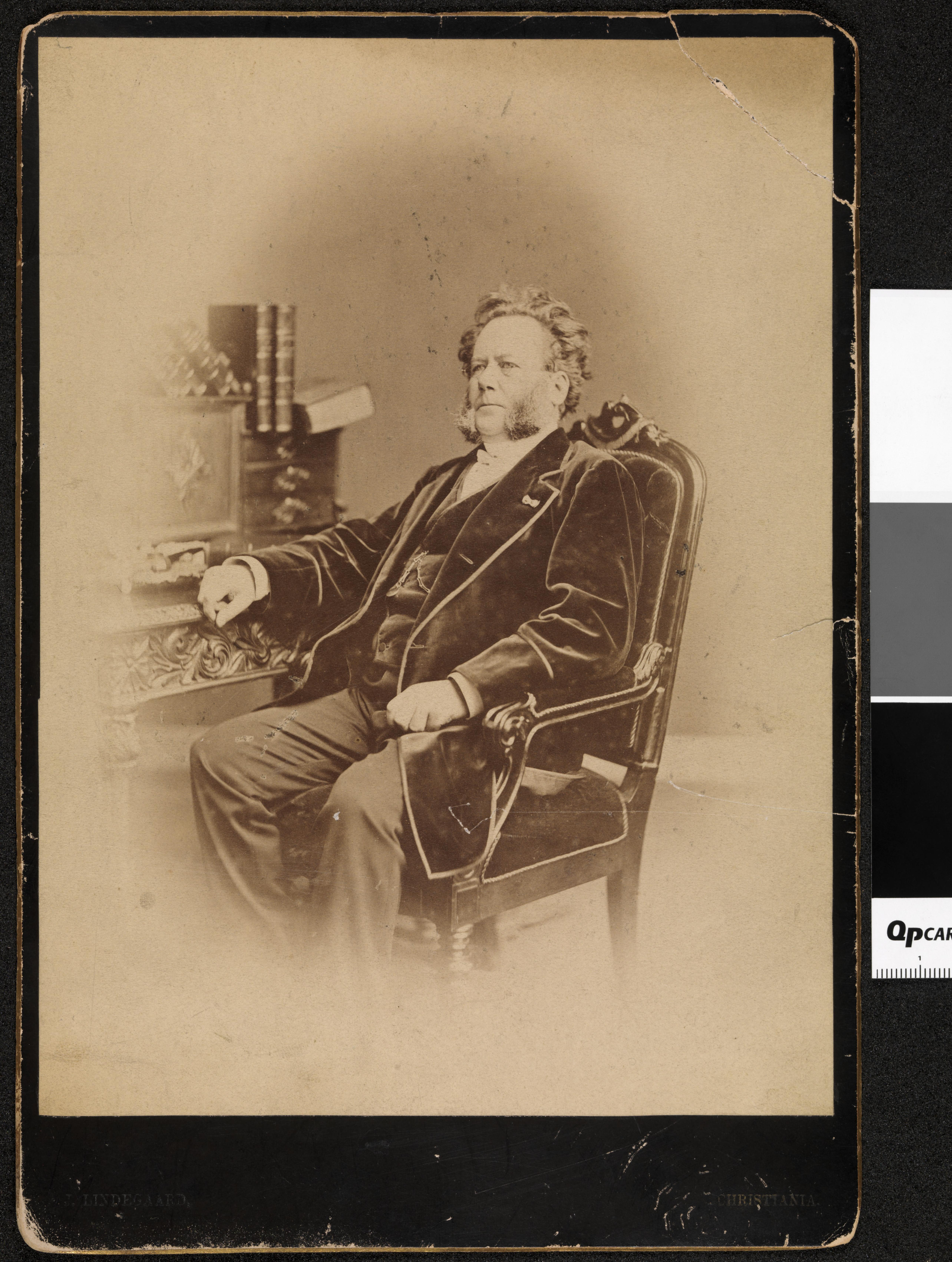
Henrik Ibsen, Christiania, 1874
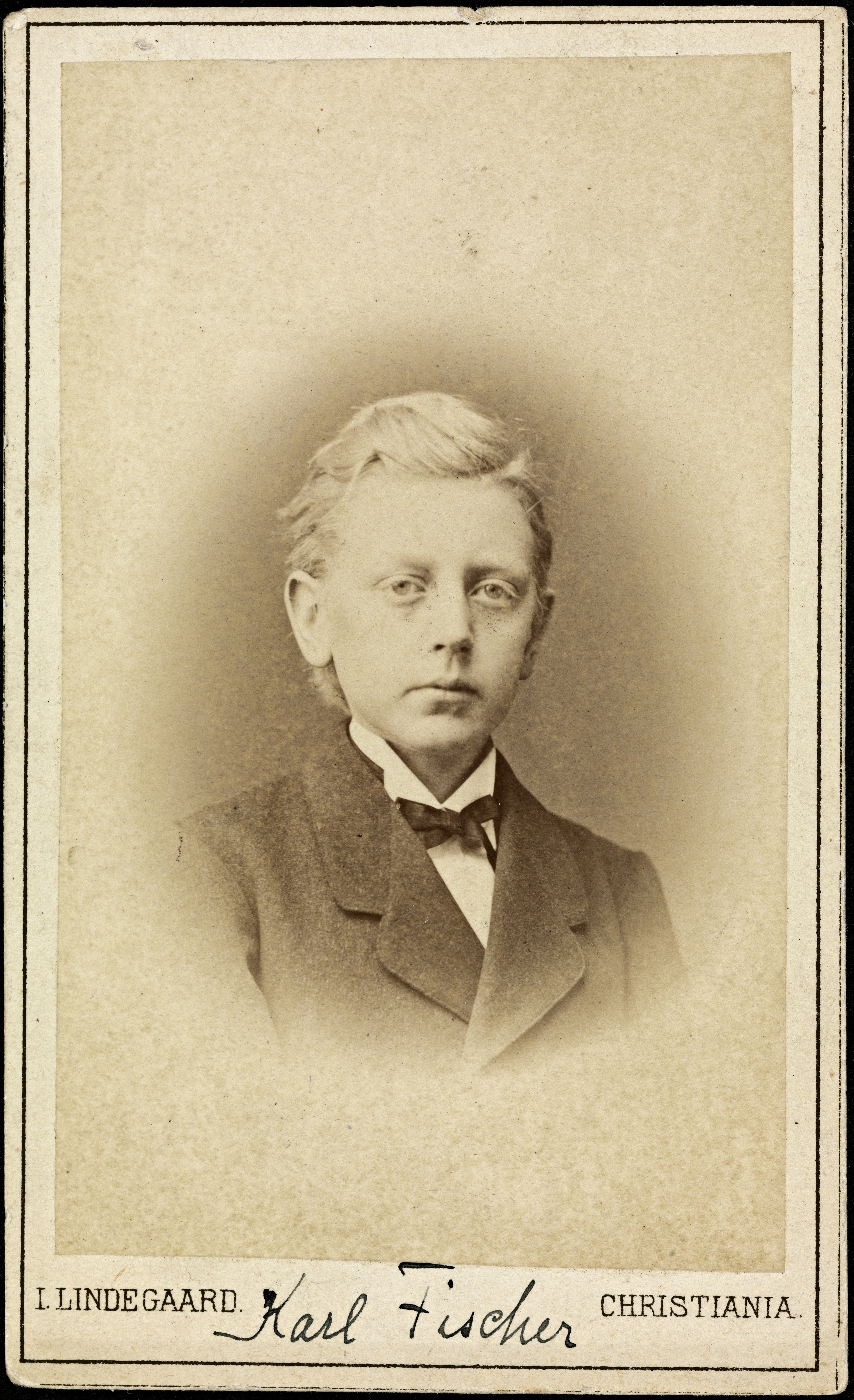
Karl Kristian Emil Fischer (1861–1939)
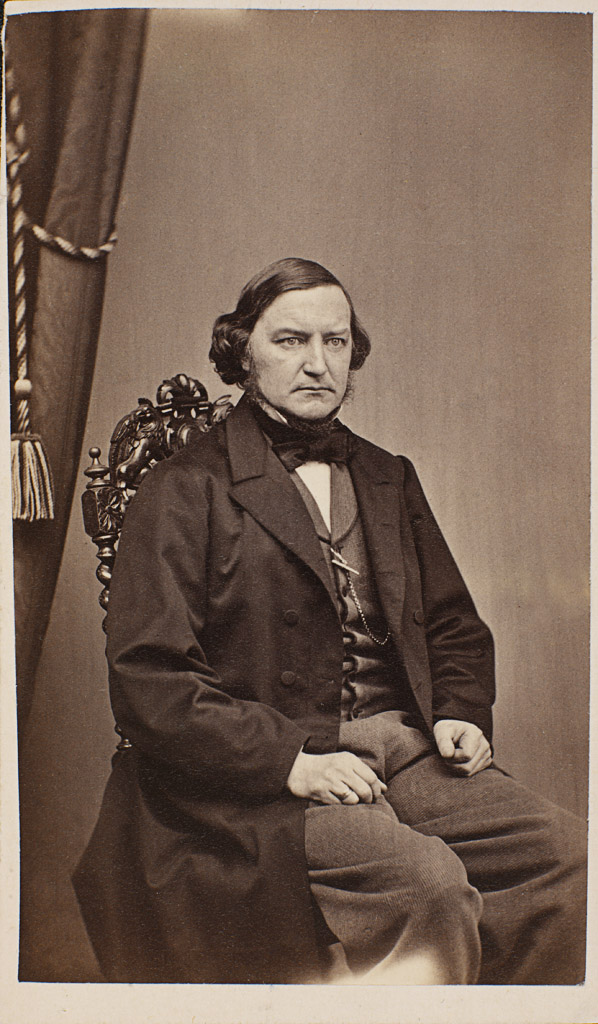
Torkel Halvorsen Aschehoug